# Ogava Makoto
Ogava Makoto (小川麻琴; Kasivazaki, Niigata prefektúra, 1987. október 29. –) japán énekesnő és színésznő, a Morning Musume ötödik generációjának tagja.

## Élete
2001-ben csatlakozott a Morning Musume-hez a csapat ötödik generációjának tagjaként. 2002-ben új generációs tagja lett a Petitmoninak is. Egyetlen önálló daluk, a „Wow wow wow” csupán a Petit best 4 albumon jelent meg. 2003-ban tagja lett a Morning Musume Otomegumi-nak. Szeptemberben csatlakozott a H!P teremfoci válogatottjának alapító csapatához.
2004 márciusában kilépett a Gatas Brilhantes csapatából. Szeptembertől decemberig szerepelt a „Sore Yuke! Gorokkies” , a  „Futarigoto” és a „Majokko Rika-chan no Magical v-u-den” című Tv műsorokban. Ebben az évben szerepelt az „Aijo Ippon” című tévéfilmben is. 2005 februárjában megjelent „Ogawa Makoto” című photobook-ja, és az év folyamán többször is feltűnt a „Musume Dokyu!” című Tv műsorban és többször hallható volt a „Hello Pro Yanen!!” című rádióműsorban is. Később rövid ideig a „Fun Fīrudo Mōretsu Mōdasshu” című rűdióműsorban is hallható volt.
2006 márciusában tagja lett a H!P kickball csapatának. Áprilisban bejelentették, hogy Konno Aszami-val együtt elhagyják a Morning Musume-t. Augusztusi búcsúja után Új Zélandra utazott angolt tanulni. Ebben az évben ismét hallható volt a „Fun Fīrudo Mōretsu Mōdasshu” című rádióműsorban. 2008-ban néhány koncerten MC-ként tűnt fel, és rendszeresen megjelent a „Jagaimon” című tévéműsorban. 
2009 márciusában az Elder Club-bal együtt elhagyta H!P-et, majd tagja lett a Dream Morning Musume-nek. 2010-ben csatlakozott az Afternoon Musume-hez. 2011-ben ő és Konno Aszami speciális vendégként részt vettek Takahasi Ai búcsúkoncertjén. 2013-ban játszott a „Tokugawa15” című színdarabban.

## Filmográfia

### Filmek
- 2002 – Tokkaekko (とっかえっ娘。)
- 2003 – Koinu Dan no Monogatari (子犬ダンの物語)

### Drámák
- 2002 – Angel Hearts
- 2004 – Aijō Ippon! (愛情イッポン！)
- 2009 – Q.E.D – Cameo as Art teacher

### Musicalek
- 2006 – Ribbon no Kishi: The Musical (リッボンの騎士ザ・ミュージカル) as Nylon